# Wöllmiß
Wöllmiß ist ein Ort in der Weststeiermark sowie eine Streusiedlung in der Marktgemeinde Edelschrott im Bezirk Voitsberg in der Steiermark.

## Lage und Geographie
Die Streusiedlung Wöllmiß liegt im nordöstlichen Teil der Marktgemeinde Edelschrott, im Nordosten der Katastralgemeinde Edelschrott an den östlichen Hängen des Jurikogels und dem nordöstlichen Ufer des Hirzmann-Stausees. Im Westen liegt die Rotte Lukaseder und der Marktort Edelschrott. Im Westen und Nordwesten bildet der Leckerbach die Grenze der Streusiedlung, während im Nordosten und Osten der Schinderbach die Grenze zur Gemeinde Sankt Martin am Wöllmißberg und dem gleichnamigen Dorf bildet. Im Südwesten, auf der anderen Seite des Hirzmann-Stausees befindet sich die Streusiedlung Mittlerer Herzogberg.
Im Südwesten verläuft die L 346, die St.-Martiner-Straße, die Edelschrott mit Sankt Martin am Wöllmißberg verbindet direkt durch Wöllmiß.

## Geschichte
Der heutige Ort entstand vermutlich bereits im Hochmittelalter und bestand ursprünglich aus Einzelhöfen mit Einödfluren die in einem Rodungsgebiet errichtet wurden. Er wird erstmals 1382 als Welwizz namentlich erwähnt. Der Name dürfte deutscher Herkunft sein und sich von der germanischen Grundform *walmísō oder dem althochdeutschen walm für wallen oder aufwallen ableiten. Ursprünglich dürfte der Name die beim Wöllmissbach gelegenen feuchten Bergwälder bezeichnet haben und gingt mit der Zeit auf die Siedlung über. Weitere urkundliche Erwähnungen erfolgten 1437 als an der Welbis, 1574 als Welmis und schließlich 1971 als Wöllmiß. Im Jahr 1680 kam es zu einem Ausbruch der Pest in Wöllmiß, die dabei vier Häuser heimsuchte.
Die Einwohner des Ortes gehörten bis zur Abschaffung der Grundherrschaften im Jahr 1848 zu verschiedenen Herrschaften. So etwa zur Herrschaft Lankowitz, dem Amt Leonroth der Herrschaft Leonroth und der Herrschaft Piber. Das Gerichtsgetreide wurde an die Herrschaft Obervoitsberg geliefert, die auch die Richterrechte innehatte. Der Hirsezehnt ging an die Herrschaft Greißenegg. Wöllmiß gehörte zum Werbbezirk der Herrschaft Greißenegg.
In Folge der Theresianischen Reformen wurde der Ort dem Grazer Kreis unterstellt und nach dem Umbruch 1848 war er bis 1867 dem Amtsbezirk Voitsberg zugeteilt. Mit der Konstituierung der freien Gemeinden im Jahr 1850 kam der Ort zu der freien Ortsgemeinde Edelschrott.

## Wirtschaft und Infrastruktur
Wöllmiß ist land- und forstwirtschaftlich geprägt.
Der Ort ist durch die im Südwesten verlaufende L346, die St.-Martiner-Straße, und die etwa 1,2 Kilometer entfernte Packer Straße (B 70) an ein überregionales Wegenetz angeschlossen.